# G1 Grouper
G1 Grouper（ジーワングルーパー）は、1995年3月1日から1997年9月30日まで、TOKYO FMをキーステーションにJFN系列向けに放送された深夜放送のラジオ番組。放送時間は、毎週月曜日から木曜日の25:00 - 27:00（JST、火曜日～金曜日未明の1:00 - 3:00）。

## 概要
- 正式タイトルでは、「○○○○のG1 Grouper」としていた（いわゆる冠番組で、○○○○の中に、メインパーソナリティーの名前が入る）。「G1 Grouper」のGrouperは造語である。
新聞のラ・テ欄では、「○○○○のG1G」と書かれていた（スペースの関係上、G1 Grouperの字が入らないための措置）。番組スタート時、見えるラジオのスタート期と重なったため、サブタイトルに「見えるオールナイターズ」（1996年10月からは「エレキテルラジオ」）が付いていた。
- 歴代レギュラーパーソナリティは、河相我聞、永作博美、国分太一、グレートチキンパワーズ、武内由紀子、hitomi、明石家さんま、伊達杏子 DK-96・平野友康、真矢、椎名へきるであった（詳細は後述）。
- FM長野アナウンサー田中利彦は、当番組のアルバイトであった。

## ネット局
- 1995年3月：当時のJFN加盟33局のうち30局ネットでスタート
  - うち、FM岩手、FM徳島は木曜日は26時台のみの放送、FM仙台は木曜26時台のみの放送、FM福井は月～水は26時台のみの放送、
- 1995年4月：『合点!太巻天狗』終了後のFM AICHIでネット開始、31局ネットに。
- 1995年10月：開局したふくしまFMでネット開始、32局ネットに。FM岩手、FM徳島が木曜もフルネットに。
- 1996年4月：AIR-G'が月～木26時台のみのネット開始、33局ネットに。FM福岡が27:00～29:00の遅れネット放送に。
- 1996年10月：fm osakaが27:00 - 29:00の遅れネットながら放送開始。当時のJFN加盟34局全局ネットに。FM仙台も27:00 - 29:00の枠で月～木フルネット化。FM福井も月～水がフルネットに。
- 1996年12月：開局したe-radioでネット開始、35局ネットに。

## パーソナリティ
| 期間    | 期間    | 月曜日       | 火曜日   | 水曜日            | 木曜日                  |
| ------- | ------- | ------------ | -------- | ----------------- | ----------------------- |
| 1995.03 | 1995.09 | 河相我聞     | 永作博美 | 国分太一          | グレートチキンパワーズ  |
| 1995.10 | 1996.03 | 武内由紀子   | 永作博美 | 国分太一          | グレートチキンパワーズ  |
| 1996.04 | 1996.09 | 武内由紀子   | hitomi   | 国分太一          | グレートチキンパワーズ  |
| 1996.10 | 1997.04 | 明石家さんま | hitomi   | 国分太一          | 伊達杏子 DK-96 平野友康 |
| 1997.04 | 1997.09 | 明石家さんま | hitomi   | 真矢 （LUNA SEA） | 椎名へきる              |

月曜日
- 河相我聞（1995年3月 - 1995年9月） - この番組の中で河相の友人でもあるつるの剛士が「つるちゃんのしあわせデリバリー!」なるワンコーナーを持っていた。のちにつるのはG1Gより深い時間帯で『BPR5000』を担当。
- 武内由紀子（1995年10月 - 1996年9月）
- 明石家さんま（1996年10月 - 1997年9月）

火曜日
- 永作博美（1995年3月 - 1996年3月）
- hitomi（1996年4月 - 1997年9月）

水曜日
- 国分太一（1995年3月 - 1997年3月）
- 真矢（LUNA SEA）（1997年4月 - 1997年9月　→次番組「DEEPER STREET」に続行）

木曜日
- グレートチキンパワーズ（1995年3月 - 1996年9月）
- 伊達杏子 DK-96・平野友康（1996年10月 - 1997年4月）
- 椎名へきる（1997年4月 - 1997年9月 →次番組「KADOKAWA電波マガジン」「DEEPER STREET」にて続行）

## 明石家さんまのG1 Grouper
明石家さんまは、1996年10月7日から1997年9月29日までの1年間、月曜日を担当した。当初のアシスタントはさとう珠緒。加藤貴子に交代。
明石家さんま、松尾伴内、加藤貴子の3人のコンビネーション及び、「はがき職人」と呼ばれた素人投稿者のネタも好調で、FM放送にあっては異色の番組だった。（ニッポン放送のラジオ番組「のってけテリー!渚の青春花吹雪」で、週の帯番組のアシスタントの座を獲得したものの、すぐに金曜日のみになったという）加藤のエピソードによる「金曜日だけになったんです～」のほか、「サムライ高校生」、「工場長（さんまのこと）」などの言葉は、この番組で生まれた。
また、さんまファミリーのスタッフに関する話題も多く、特にレギュラーで登場するフジテレビの編成とディレクター、さんまのマネージャーの三角関係の話題は、年明けから番組が終了までひっぱり続けた。
1997年8月25日に公開放送を行い、30名のリスナーが集合した。さとう珠緒vs加藤貴子の歌合戦はリスナーの記憶に残る名場面のひとつだった。しかし明石家さんまは、当時、『明石家出版』（日本テレビ）と放送時間が重なっていたらしく、局側の事情を理由にして番組終了となった。
なお、1997年8月期の聴取率調査にて、福山雅治のオールナイトニッポンを抜いて、G1 Grouperが最初で最後の聴取率No1。

## 永作博美のG1 Grouper
通称、「永作姉さん」。G1特製商品(G1リスナーによる提案のお菓子)のリリースを予定する等、リスナー参加型を強く打ち出していた。当時はリスナーから、永作姉さんと呼ばれることが常だった。

## 国分太一のG1 Grouper
この番組が発展し、『国分太一 Radio Box』が誕生した。

## LUNA SEA 真矢のG1 Grouper
アシスタント：三重野瞳（初代）三森愛子（二代目）

## 制作スタッフ
- エグゼクティブプロデューサー　岡田靖雄
- プロデューサー　仲野隆也、川越鉄也、下田寛海、柴田恵陽